# Antifont (sofista)
Antifont (Antiphon, Ἀντιφῶν) fou un sofista grec que va viure abans del temps del filòsfof Aristòtil, el qual més tard en va esmentar les seves opinions sobre coses com la quadratura del cercle i la gènesi de les coses.
La seva possible identitat amb l'orador, escriptor i polític Antifont no està plenament clara pels investigadors.